# Општина Улму (Калараш)
Улму (рум. Ulmu) општина је у Румунији у округу Калараш.
Oпштина се налази на надморској висини од 43 m.